# Gergithoides rugulosus
Gergithoides rugulosus är en insektsart som beskrevs av Melichar 1906. Gergithoides rugulosus ingår i släktet Gergithoides och familjen sköldstritar. Inga underarter finns listade i Catalogue of Life.